# Black Sabbath
Black Sabbath — хеві-метал гурт з Англії, що вважається одним із засновників хеві-металу як музичного жанру та засновником дум-металу. «Black Sabbath», що взяли за основу блюз-рок кінця 1960-х років («Cream», «Blue Cheer», «Vanilla Fudge»), задали новий напрям розвитку рок-музики: вони уповільнили темп, підсилили звучання бас-гітари та почали вибудовувати свої композиції на базі важких рифів. У текстах гурт відмовився від любовної лірики і характерних фразеологічних штампів блюз-року, створивши абсолютно новий для свого часу поетичний світ, у якому переважали найпохмуріші образи та мотиви. Перший альбом «Black Sabbath» часто називають найпершим хеві-метал альбомом. Крім того, «Black Sabbath» заклали фундамент і для подальшого розвитку дум-металу; багато їхніх альбомів називають прототипами сучасного дум-металу.
5 липня 2025 року в Бірмінгемі гурт відіграв останній концерт.

## Історія гурту

### Заснування і перші дні (1968—1969)
1968 року, після розпаду Mythology, гітарист Тоні Айоммі і ударник Білл Ворд вирішили зібрати новий колектив, який би грав важкий блюз. Вони запросили до складу Ґізера Батлера та Оззі Осборна, на той час — учасників гурту Rare Breed, — після того, як помітили в місцевому музичному магазині написане останнім оголошення: "Оззі-Зіґ шукає групу « — підсилювач в наявності». Спочатку гурт назвали The Polka Tulk Blues Band (на честь дешевого різновиду талькової пудри, яку Осборн бачив у ванній кімнаті своєї матері). До його складу входили також слайд-гітарист Джиммі Філіпс і саксофоніст Алан Кларк. Потім назву гурту скоротили до Polka Tulk, а потім (всупереч протестам Осборна) перейменували його на Earth; на той час Філіпса і Кларка в складі гурту вже не було. До періоду, коли гурт називався Earth, належать і кілька демо: гурт записав декілька композицій Норманна Ґейнса, зокрема, «The Rebel», «Song for Jim» і «When I Came Down».
У грудні 1968 року Айоммі несподівано покинув Earth і приєднався до Jethro Tull; участь гітариста в цьому складі була нетривалою, але він встиг з'явитися з гуртом у телешоу The Rolling Stones Rock and Roll Circus. Вже у січні 1969 року, розчарувавшись у напрямі розвитку в Jethro Tull, він повернувся до Earth. «Було відчуття, що все не так … Спочатку мені здалося, Tull — класна команда, але мені якось не припала до душі ідея, що в гурті має бути явний лідер, яким, власне, і був Ян Андерсон. Із Tull я повернувся з абсолютно зміненим ставленням до справи. Вони навчили мене тому, що якщо хочеш рушити з місця, слід над цим добре попрацювати», — пізніше згадував Айоммі.
Тим часом з'ясувалося що в Англії багато хто плутає їх з іншим, утвореним раніше, гуртом Earth, а це означало, що прийшов час змінювати назву. На той час в репертуарі гурту вже з'явилася пісня «Black Sabbath», на створення якої надихнули роботи майстра окультної прози Денніса Вітлі, до якої Осборн написав текст, частково під впливом переказаного Батлером епізоду, який трапився з ним невдовзі після того, як він прочитав книгу XVI-го століття про чорну магію. («… Я прокинувся серед ночі: по той бік ліжка стояла фігура у чорному. А кілька секунд по тому вона немовби розчинилася, змусивши мене пережити момент незабутнього жаху…» — звідси перші рядки пісні: «What is this that stands before me? Figure in black which points at me…»). Композиція, створена з використанням горезвісного тритону (в тональності G; ідея ця, як стверджували Айоммі та Батлер, прийшла до них одночасно), надала музиці гурту нового напрямку розвитку. Вражені власним оновленим звучанням, у серпні 1969-го року музиканти вирішили перейменувати гурт у Black Sabbath і надалі зосередитися на створенні саме такого роду пісень, які б могли бути свого роду рок-аналогом фільмів жахів.

### Black SabbathтаParanoid(1970—1971)
У грудні 1969 року Black Sabbath підписали контракт з Philips Records. Місяць по тому Fontana Records, дочірній лейбл Phillips, видав дебютний сингл «Evil Woman», кавер-версію пісні, яка незадовго до цього стала американським хітом Crow (гурту, що ніяк більше в історії року себе не проявив). Попри те, що сингл до чартів не увійшов, Vertigo Records (щойно створений лейбл, що спеціалізувався на жанрі прогресив-рок, і якому гурт «дістався» від Fontana) надав Black Sabbath два студійних дні наприкінці січня, аби записати дебютний альбом з продюсером Роджером Бейном. «Дізнавшись про те, що у нас є два дні на запис і один день на мікшування, ми вирішили зіграти все в концертному режимі. Оззі записував вокал паралельно — ми тільки посадили його в іншу кабінку, і почали. Переважно, так все з першої спроби й було записане»,:34 — згадував пізніше Айоммі.
У п'ятницю 13 лютого 1970 року побачив світ альбом Black Sabbath. Він піднявся до 8-ї сходинки у рейтингу UK Albums Chart, чотири місяці по тому вийшов (на Warner Bros. Records) в США, де піднявся до 23-ї сходинки в Billboard 200, протримався в Top 40 приблизно рік і розійшовся за цей час мільйонним накладом. Попри те, що альбом мав комерційний успіх (а згодом став — як у США, так і у Великій Британії — платиновим), в 1970 році він зазнав серйозної критики; зокрема, його вкрай невисоко оцінив Лестер Бенґс, рецензент Rolling Stone. Скептичне ставлення до гурту з боку музичних критиків зберігалося протягом багатьох років. Як зазначав 1973 року альманах «Rock Files», «… Будь-який третьосортний „гурт для розігріву“ мав більше шансів потрапити до програми Джона Піла, ніж Black Sabbath». Гурт, що до виходу Осборна 1979 року спромігся продати 8 мільйонів альбомів, своїм злетом був зобов'язаний винятково відданості фанів. Сам Оззі Осборн згодом так пояснював витоки музичного світогляду свого колективу: «У чартах < кінця 1960-х років > лише й чулося: ' Якщо ви рушите до Сан-Франциско, не забудьте, що у вас мають бути квіти у волоссі… ' Ми ж, в Астоні, якщо й бачили квіти, то лише у вінках на трунах, що прямували до цвинтаря».
Не маючи бажання втрачати темп, що вже був взятий і про що свідчили успіхи в чартах, Black Sabbath повернулися до студії вже у червні 1970-го року і записали матеріал другого альбому. Спочатку передбачалося назвати його War Pigs (за однойменною піснею, що очолювала платівку і що була свого роду коментарем до теми В'єтнамської війни), але Warner Bros., Побоюючись можливих політичних ускладнень, наполягли на зміні заголовку. У вересні 1970-го року вийшов другий альбом, Paranoid: він й очолив британський хіт-парад. Учасники гурту заперечували проти випуску титульного треку як окремого синглу і не зраділи звістці про те, що він видерся на 4-те місце у UK Singles Charts, вивівши їх таким чином, як вони вважали, «на підлітковий ринок». Згодом критики відзначали, що трек у чомусь випередив свій час і тяжів радше до панк-року, аніж до хеві-металу. Проте, наскільки випадковою виявилася ця новація, свідчить і той факт, що пісня «Paranoid» була записана останньої миті, винятково заради того, аби зробити альбом довшим за звучанням.
Американський реліз був відкладений до січня наступного року; компанія вирішила зачекати, допоки перший альбом не покине чартів. Paranoid піднявся до 12-ї сходинки в США. Комерційний успіх альбому дозволив гурту рушити у грудні 1970-го року в своє перше американське турне, після чого компанія звукозапису вирішила видати другий сингл «Iron Man»; до Top 40 він не увійшов, але пісня стала однією з найпопулярніших у концертному репертуарі гурту. Альбом Paranoid увійшов до історії музики не тільки як найбільш комерційно вдалий альбом гурту, що лише тільки в США розійшовся 4-мільйонним накладом, але й (згідно з Allmusic) як один з «найвідоміших та найвпливовіших з хеві-метал альбомів усіх часів».

### Master of RealityіVolume 4(1971—1973)

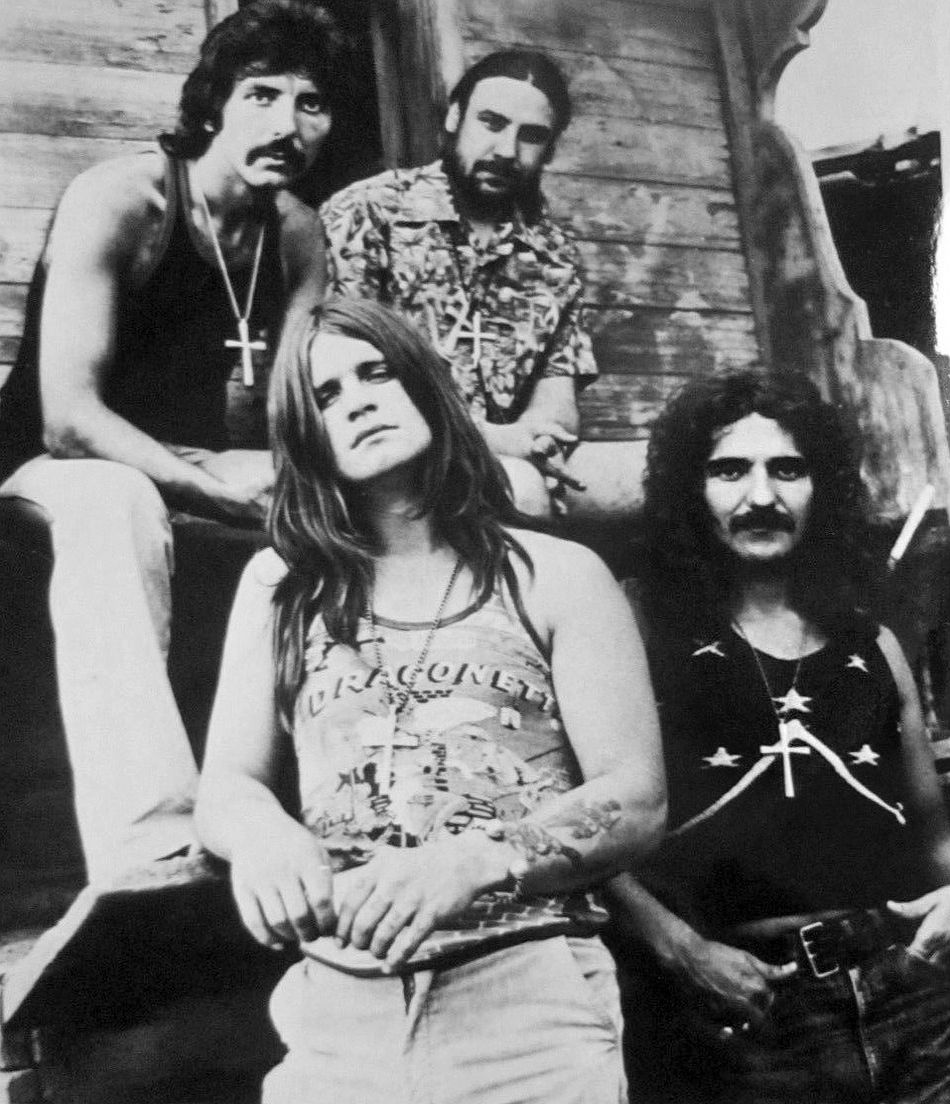
Black Sabbath в 1972 році

В лютому 1971 року Black Sabbath повернулись в студію і приступили до роботи над третім альбомом.
Комерційний успіх забезпечив музикантів готівкою, достатньою для того, щоб задовольнити їхню різко збільшену потребу в наркотиках. Білл Ворд згадав, що основним в «меню» був кокаїн, але в діло йшли будь-які препарати: «виходило так що нові музичні ідеї просто забувалися тільки через те, що ми були постійно не в собі».
У квітні 1971 року гурт закінчив студійну роботу над альбомом і в серпні випустив Master of Reality. Протягом двох тижнів Master of Reality здобув статус «золотого», як у Великій Британії, так і в США, де зрештою став платиновим двічі.
До моменту роботи над альбомом Тоні Айоммі приспустив струни свого «Гібсона» зі стандартного E до Db (ре бемоль), оскільки, ще в 1960-х роках, працюючи на заводі, позбувся кінчиків двох пальців, і грав з протезами-наконечниками. Відповідно переналаштовувався і Ґізер Батлер. Новий, нижчий лад і був випробуваний на матеріалі третього альбому. Преса розгромила платівку, у якій разом з «важкими» речами («Children of the Grave», «Sweet Leaf»), вперше з'явилися акустичні композиції: Rolling Stone (вустами того ж Лестера Бенгса) назвав її «наївною, примітивною, монотонною — і взагалі, досконалою нісенітницею». Цей самий журнал через 32 роки після такої заяви включив Master of Reality в свій список 500 найбільших альбомів всіх часів (#298).
Провівши світові гастролі на підтримку альбому в 1972 році, Black Sabbath взяли паузу, першу за три роки. «Гурт став відчувати серйозну втому. Протягом декількох років ми перебували в безперервному русі, чергуючи концерти і студійну роботу. Master of Reality в якомусь сенсі закінчив еру трьох перших альбомів, і ми вирішили взяти канікули перед роботою над новим альбомом», — розказував пізніше Білл Ворд.
Усесвітня популярність практично не змінила ставлення учасників гурту до себе і навколишньому світу.
В червні 1972 року квартет зібрався разом в студії Record Plant у Лос-Анджелесі для того, щоб почати роботу над четвертим альбомом. Процес виявився ускладнений проблемами, пов'язаними, переважно, зі зловживанням різними препаратами. Білл Ворд згадував, як перед початком роботи над «Cornucopia» музиканти накачали себе наркотиками, просто всівшись посередині кімнати, після чого він сповнився до композиції такою огидою, що пізніше через це майже був звільнений. «Я врешті-решт добив-таки <пісню>, але потім довго до мене ставилися з прохолодою. Мовляв — ну і їдь додому: від тебе все одно тут ніякого толку», — згадував барабанщик.
Спочатку альбом планувалося назвати Snowblind, але записувальна компанія, побоюючись кокаїнового підтексту однойменної пісні, в останню мить змінила заголовок, вибравши, на думку Білла Ворда, украй невдалий варіант. Black Sabbath Vol. 4 вийшов у вересні 1972 року, знову зазнавши критики, проте золотий статус (у США) отримав менш, ніж за місяць і став четвертим поспіль релізом гурту, тираж якого перевалив за мільйон. В Британії альбом досяг 8 рядка. З альбому вийшов сингл «Tomorrow's Dream» (перший після «Paranoid») але до чартів він не увійшов. Після тривалого туру по США гурт вперше в своїй кар'єрі вилетів до Австралії, після чого продовжив гастролі в Європі. Маючи можливість провести в студії більше часу, ніж до того, команда дозволила собі експерименти з текстурою і аранжуваннями, в яких були використані струнні інструменти, фортепіано і оркестровка. Проте щодо якості матеріалу і історичної значущості Vol. 4 існують різні думки. Оззі Осборн вважає його найслабшою з ранніх робіт гурту, яку записували спішно і в стані наркотичного хаосу. Позначилася, крім того, відсутність продюсерського дуету Роджер Бейн — Томмі Аллом: звучання вийшло відносно полегшеним. Водночас, в ретроспективних оглядах пластинку оцінюють достатньо високо, особливо центральні речі: «Changes», «Supernaut», «Snowblind» і «Tomorrow's Dream».

### Sabbath Bloody SabbathіSabotage(1973—1975)
Закінчивши турне на підтримку Volume 4, Black Sabbath повернулись до Лос-Анджелеса, знову в Record Plant, для того щоб почати роботу над наступним альбомом. На свій подив музиканти виявили, що кімната, в якій вони записувалися, зайнята «гігантським синтезатором». Знявши будинок в Бель-Ейр, літом 1973 року вони почали готувати матеріал нової платівки, але, з різних причин, перш за все, через втому і все ті ж проблеми з наркотиками, з'ясували що не можуть закінчити жодну пісню. Айоммі сказав: «Ідеї не виникали <самі собою>, як це було під час роботи над Volume 4 і ми впали в депресію. Всі сиділи і чекали, поки я що-небудь не придумаю. Але ні в мене, ні у кого-небудь іншого нічого не виходило».
Провівши в Лос-Анджелесі безплідний місяць, гурт повернувся в Англію і розквартирувався в поселенні Ліс Діна. Тільки тут, в похмурих підвалах замку Кліервелл, де почались репетиції, у Black Sabbath під впливом моторошнуватої атмосфери почали з'являтися відповідні ідеї. Тут то і з'явився Айоммі «рятівний рифф», поклавши початок пісні «Sabbath Bloody Sabbath» (на честь якої і дістав назву альбом): з цієї миті робота тільки почалася. Її продовжили в лондонській Morgan Studios за участю продюсера Майка Бутчера, що узявся за оформлення експериментів, початих в Volume 4; звучання гурту збагатилось синтезаторним звучанням і струнними аранжуваннями. У записі композиції «Sabbra Cadabra» взяв участь запрошений як сесійний музикант Рік Вейкман, клавішник Yes.
Вийшовши 8 грудня 1973 року Sabbath Bloody Sabbath став першим альбомом гурту, що отримав позитивні рецензії, в тому числі і від Rolling Stone, рецензент якого Гордон Флетчер назвав пластинку такою, що «незвичайно захоплює» і «поза сумнівом вдалою». Альбом, названий рецензентом Allmusic «шедевром» і «невіддільною частиною будь-якої хеві метал-колекції», став п'ятим релізом Black Sabbath, отримавши в США статус платинового, і піднявшись до 11 сходинки, а також до 4 в Британії.
В січні 1974 року Black Sabbath почали всесвітнє турне, закінчивши його на фестивалі California Jam в Онтаріо (Каліфорнія) 6 квітня перед 200 000 глядачів, виступивши на одній сцені з Deep Purple, Eagles, Emerson, Lake & Palmer, Rare Earth, Seals and Crofts, Black Oak Arkansas і Earth, Wind & Fire. Частково концерт транслювала телекомпанія ABC, для широкої телеаудиторії, перед якою Black Sabbath постали вперше. Того ж року, підписавши контракт з Доном Арденом, гурт був втягнутий в судову тяганину з попередніми менеджерами, яка тривала протягом двох років.
Робота над альбомом почалася в лютому 1975 року, знову в Morgan Studios в Віллесдені. Музиканти вирішили свідомо змінити напрям, заданий попередньою платівкою. Айоммі казав: «Ми могли б продовжувати і далі, удосконалюючись технічно, використовуючи оркестри і інше, але саме цього нам зовсім і не хотілося. Ми поглянули один одному в очі і вирішили, що хочемо зробити рок-альбом, а Sabbath Bloody Sabbath рок-альбомом за своєю суттю не був». Альбом Sabotage, записаний з Майком Бутчером, вийшов в липні 1975 року і був високо оцінений критиками: Rolling Stone, зокрема, назвав його найкращим у кар'єрі гурту, хоча рецензент Allmusic визнав, що «особливі зв'язки, що зумовили унікальність звучання таких альбомів, як Paranoid і Volume 4, почали тут розпадатися». Sabotage, хоч і увійшов до Топ 20 альбомів США та Великої Британії, в цілому продавався гірше (зокрема, в Америці став першим, який не здобув статус платинового). Єдиний сингл з нього, «Am I Going Insane (Radio)», у чарти не потрапив, але принаймні два треки: «Hole in the Sky» і «Symptom of the Universe» міцно увійшли до концертного репертуару Black Sabbath. Команда вийшла в турне запросивши Kiss для розігріву, але була вимушена перервати виступи в листопаді 1975 року після того як в аварії на мотоциклі Осборн порвав м'яз спини. В грудні без участі гурту обидва лейбли випустили збірник We Sold Our Soul for Rock 'n' Roll, який в урешті-решт в США розійшовся двомільйоним тиражем і став міжнародним хітом.

### Technical EcstasyіNever Say Die!(1976—1979)

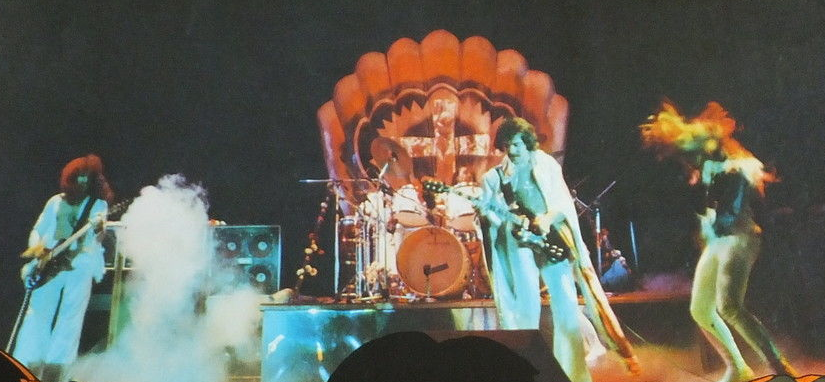
Black Sabbath на концерті, 1976 рік

До роботи над наступним альбомом Black Sabbath приступили в березні 1976 року в Маямі (Флорида) орендувавши Criteria Studios і запросивши до участі клавішника Джеральда Вудроффа, який уже брав участь у записі альбому Sabotage (хоча в значно меншому обсязі). До цього часу в групі назрівав конфлікт. Тоні Айоммі пропонував урізноманітити аранжування і стиль гурту, зокрема, використовуючи духові інструменти. Осборн рішуче наполягав на тому, щоб гурт не зраджував принципам хеві-метала. В Technical Ecstasy, який вийшов у вересні 1976 року Black Sabbath пішли шляхом, по якому їх вів гітарист: наситили музику струнами і синтезаторами. Наголошувалось, що Джезз Вудрофф не просто зіграв помітну роль в оформлені нового звуку, а (за власним твердженням) був співавтором щонайменше половини композицій в альбомі; втім з незрозумілих причин його прибрали з «титрів». На Technical Ecstasy преса відзначила дві пісні, які стали популярними на концертах: «Dirty Women» і «It's Alright», де Білл Ворд дебютував як вокаліст. В цілому робота, повністю позбавлена елементів дум-метала і насичена синтезаторним звучанням, викликала неоднозначну реакцію, а в ретроспективі отримала навіть ще нижчі оцінки, ніж ті, що дали їй критики того часу. Зокрема, рецензент AllMusic (оцінка 2/5) помітив, що альбом став початком «лякаючи швидкого розпаду» ансамблю. Technical Ecstasy в британському чарті досяг 13 місця, але в США не увійшов навіть в Топ 50, хоч і став золотим в 1997 році. В листопаді 1976 року Black Sabbath почали в США турне на підтримку альбому, запросивши Boston і Теда Ньюджента, закінчивши його в Європі з AC/DC в квітні 1977 року.
В листопаді 1977 року, під час репетицій незадовго до початку студійної роботи над наступним альбомом, Оззі Осборн, розчарований вибраним напрямком розвитку, покинув гурт. На заміну йому був терміново запрошений співак Дейв Вокер, відомий участю в Fleetwood Mac і Savoy Brown: з ним гурт і почав працювати над новим матеріалом. 8 січня 1978 року Black Sabbath єдиний раз виступили з Вокером, зігравши «Junior's Eyes» в телепрограмі BBC «Look! Hear!».
В січні, коли гурт знову приступив до репитицій, Осборн, який раніше збирався створити сольний проєкт (з учасниками Dirty Tricks Джоном Фрезером-Бінні, Террі Горбері і Енді Бірном), раптом передумав і повернувся до Black Sabbath. «Але він відмовився співати те, що ми записали з тим іншим хлопцем, що створило труднощі. У студію ми прийшли практично не маючи пісень. Ми писали їх вранці, а записували вечорами, що було нелегко, тому що осмислити створюване не було можливості… Мені було дуже важко видавати нові ідеї і реалізовувати їх з такою швидкістю», — говорив Тонні Айоммі. П'ять місяців гурт провів в Sounds Interchange Studios в Торонто, працюючи і записуючи матеріал, який склав згодом альбом Never Say Die!. Як згадував Айоммі, процес затягнувся, знову таки через зловживання наркотиками: «Ми приїжджали на сесію і вимушені були розходитися, тому що були занадто накачані наркотиками. Ні у кого нічого не виходило, ми були ніякі, кожен грав своє. Ми поверталися, намагалися проспатися і наступного дня повторити спробу».
Never Say Die!, стилістично різнорідний альбом насичений елементами джаз-, сінт-, блюз- і прог- року, вийшов в вересні 1978 року, досягши 12 у Великій Британії і 69 рядків в США, відповідно. Синглами з альбому вийшли «Never Say Die» і «Hard Road». Обидва потрапили в британський Топ 40 і дозволили гуртові знову виступити в програмі Top of the Pops (з «Never Say Die»). В цілому Never Say Die мав мало спільного з тими ідеями, які зробили Black Sabbath піонерами свого жанру. Музична преса розкритикувала альбом, і згодом критики не виявили в ньому достоїнств: на думку Allmusic, «ці росфокусовані пісні ідеально віддзеркалили внутрішню напруженість у гурті й зловживанням наркотиками». Гастролі Black Sabbath на підтримку Never Say Die! розпочалися у 1978 році. Журналісти відзначили, що гурт на сцені виглядав «втомленим і позбавленим натхнення», в неприємному контрасті з «юнацьким завзяттям» розігрівальників Van Halen, для яких це усесвітнє турне було першим. Концерт в Hammersmith Odeon був знятий на плівку і пізніше вийшов на DVD під назвою Never Say Die. Завершальний концерт турне, в якому Осборн востаннє (перед багаторічною відсутністю) вийшов із гуртом на сцену, відбувся в Альбукерке, Нью-Мексико, 11 грудня.
Закінчивши тур, Black Sabbath повернулися до Лос-Анджелеса, знову зняли будинок в Бель-Ейр і провели рік, готуючи матеріал до наступної платівки. Процес йшов тяжко, і напруга наростала, підігріта вимогами записувальної компанії прискорити його. Осборн був не в стані запропонувати нові ідеї, і Айоммі звільнив його. «На цей час Оззі підійшов до кінця. Всі ми багато приймали наркоти, кокаїну, всього взагалі, але Оззі ще й пив безперервно. Вважалося, що ми репетируємо. Але нічого не відбувалося. Типу: „Ну що, порепетируєм сьогодні? Давай краще завтра“. Так нічого і не вийшло: гроші розчинилися», — згадував Айоммі. «Алкоголь безумовно був бичем Black Sabbath. У нас просто долею було зумовлено, щоб ми себе знищили», — визнавав Ворд, якому в той момент, як другу Оззі, доручили повідомити вокалісту звістку про те що його звільнено зі складу групи.

### Heaven and HellіMob Rules(1979—1982)

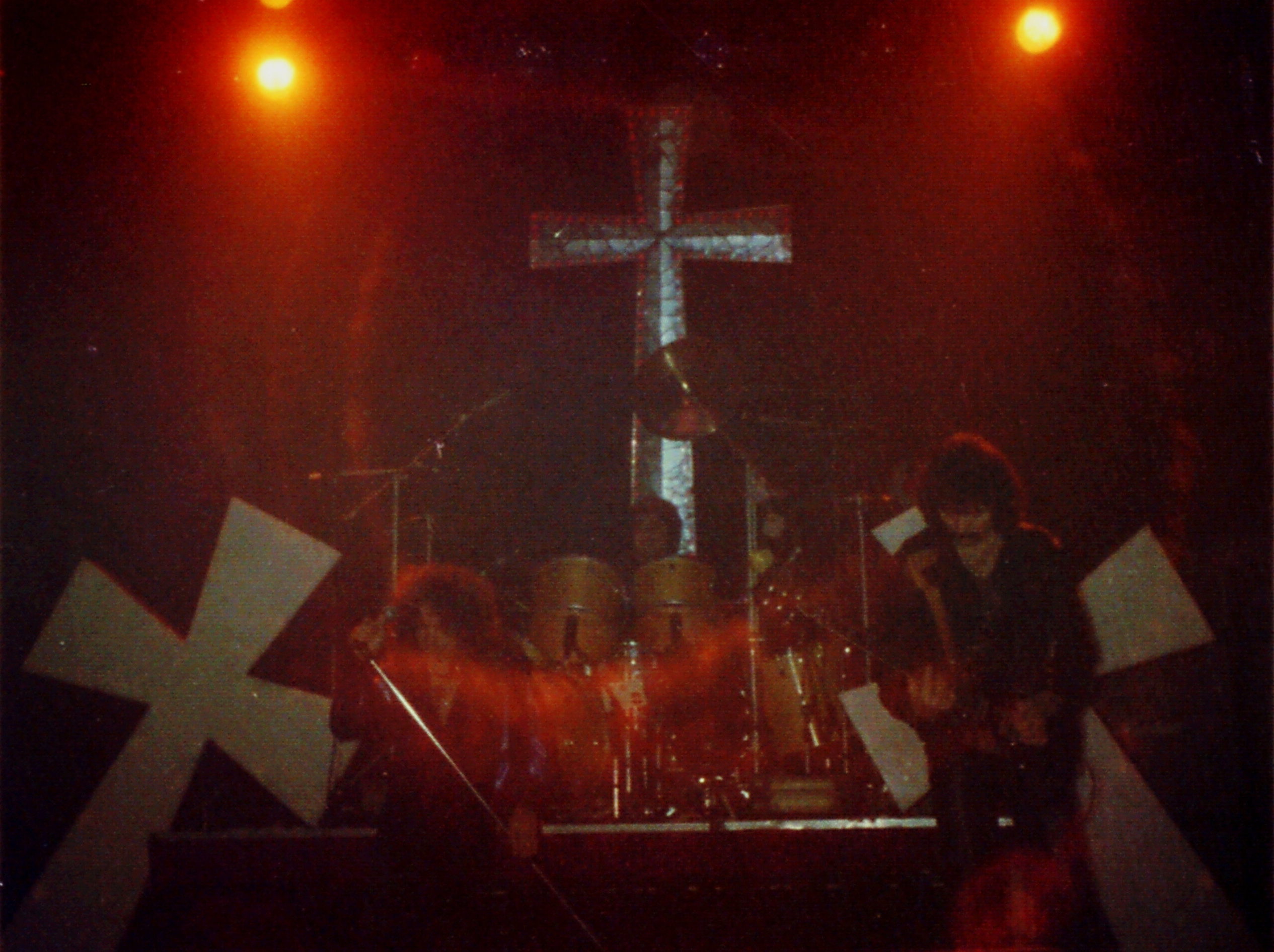
Black Sabbath на концерті в Кардіффі, 1981 рік.

В 1979 році Шерон Арден (пізніше Шерон Осборн), дочка Дона Ардена, менеджера Black Sabbath, запропонувала Ронні Джеймсу Діо, вокалісту Rainbow, замінити Осборна. В червні Діо став офіційним учасником гурту і приступив до роботи над новим альбомом. Прихід Діо, співака абсолютно іншого вокального стилю, ознаменував собою радикальну зміну звучання гурту. "Вони були абсолютно різними, і не тільки за тембром голосу але й за манерою виконання. Оззі був блискучим шоуменом, але Діо приніс з собою абсолютно новий підхід до музики, а також вокал. Якщо Оззі співав слідуючи рифу, як в 'Iron Man', то Діо 'всупереч' рифу. Його прихід приніс абсолютно новий погляд на сам процес створення пісень., — казав Айоммі. Багато в чому завдяки Діо і його знаменита «коза» (спочатку покликана нейтралізувати «дурний погляд», але яка потім стала його звичним вітанням, зверненим до аудиторії) набула популярності в метал-субкультурі, ставши жестом, загальноприйнятим серед — музикантів так і серед фанів.
У вересні 1979 року Ґізер Батлер тимчасово покинув склад: його замінив Джефф Ніколс з гурту Quartz. Такий склад повернувся в листопаді в Criteria Studios і почав запис матеріалу. В січні до гурту повернувся Батлер, після чого Ніколос перейшов за клавіші. Альбом Heaven and Hell, спродюсований Мартіном Бірчем, вийшов 25 квітня 1980 року і був добре прийнятий критиками. Через десятиліття після виходу рецензент Allmusic назвав реліз одним з найкращих альбомів Sabbath, який ніс в собі всі ознаки відродження і присутності нової енергії. Heaven and Hell досяг 9-го місця у Великій Британії і 28-го рядку в США, успіх в чартах мали і два його сингли: «Neon Knights» і «Die Young», які стали хітами. Гурт вирушив у велике всесвітнє турне, давши свій перший концерт з Діо в Німеччені 17 квітня 1980 року.
Весь 1980 рік Black Sabbath гастролювали разом з Blue Oyster Cult в рамках туру Black and Blue. Концерт в Nassau Coliseum (Юніондейл, Нью-Йорк) був знятий на плівку і вийшов фільмом в 1981 році під заголовком «Black and Blue». 26 липня 1980 року Black Sabbath виступили перед 75 000 натовпом фанів, заповнивши весь лос-анджелеський Memorial Coliseum (разом з Journey, Cheap Trick і Molly Hatchet). Приблизно в цей час на Vertigo Records вийшов концертний альбом Black Sabbath Live at Last, куди увійшли записи, зроблені впродовж попередніх семи років; він був майже зразу знятий з продажу, але встиг потрапити в Топ 5 (перевипущений сингл «Paranoid» увійшов у першу двадцятку).
Поміж тим, батьки Ворда померли один за другим протягом дуже короткого часу, і він тяжко пережив удар. «Я стрімко йшов на дно: п'яним був 24 години на добу. І коли виходив на сцену, вона здавалась мені не такою вже яскравою, ніби почала помирати зсередини. Концерти здавалися блідими, Рон стояв там, і робив свою роботу, а я думав про себе: 'Все закінчено'. Мені подобався Ронні, але в музичному сенсі він — не по мені» — згадував барабанщик.
18 серпня 1980 року, після концерту в Міннеаполісі (штат Міннесота) Білл Ворд був звільнений з Black Sabbath, на заміну йому був запрошений Вінні Еппіс. «Мене просто стусаном вибили зі стільця, навіть не попередивши. Я розумів що їм потрібен був ударник, щоб врятувати тур, але я грав з групою багато років, майже з дитинства. Це було боляче» признавався Ворд.
В січні 1981 року Black Sabbath завершили турне Heaven and Hell і повернулись в студію для роботи над новим альбомом. Записаний з продюсером Мартіном Бірчем, Mob Rules, вийшов у листопаді 1981 року. Його добре прийняли фани, натомість критики оцінили гірше. Рецензент Rolling Stone Дж. Д. Консідайн оцінив його однією зіркою, зауваживши, що гурт тут звучить «так само тупо і пихато, як звучав завжди». Вже після кількох років оцінки критиків змінилися: Е. Рівадавіа, рецензент з AllMusic, назвав альбом «прекрасним». Mob Rules здобув статус золотого у Великій Британії і досяг Топ 20 їхніх чартів. Головний трек, записаний в старому англійському будинку Джона Леннона, увійшов у звукову доріжку мультиплікаційного фільму 1981 року Heavy Metal, але у версії, яка відрізнялася від альбомної. Успіх в Британії мали і два сингли: «Mob Rules» і «Turn up the Night».
Незадоволений якістю альбому Live at Last, гурт підготував ще один концертний альбом, Live Evil, складений із записів, зроблених під час турне Mob Rules у Далласі, Сан-Антоніо і Сиэтлі, в 1982 році. Під час мікшування матеріалу в Айоммі і Батлера стався конфлікт з Діо. Отримавши (як з'ясувалось, помилкову) інформацію від звукорежисера, вони звинуватили вокаліста в тому, що він вночі прокрався в студію і збільшив гучність своєї партії вокалу. Діо, в свою чергу, не задовольнила якість його фотографій на обкладинці. «Ронні хотів розширити свою сферу впливу, Ґізера це дратувало, це і поклало початок розладу. Під час запису Live Evil все і розвалилось. студійний звукорежисер просто не знав кого слухати: ми говорили йому одне, а Ронні — друге. В кінцевому підсумку ми сказали досить: з гуртом покінчено» — згадував Айоммі. До моменту виходу платівки в січні 1983 року Діо вже покинув Black Sabbath; за ним пішов і Еппіс, які разом заснували гурт Dio.

### Born Again(1983—1984)
Кадрову проблему, яка з'явилась в результаті виходу з гурту Діо, гурт вирішив, вмовивши повернутися до складу Ворда і (на здивування багатьох метал-фанів) запросивши Ієна Ґіллана, колишнього вокаліста Deep Purple (обидві групи на початку 70-х жорстоко конкурували на концертній сцені). Новий склад записав і випустив Born Again (ще один Тор-5-хіт). В світове турне Black Sabbath вийшли з барабанщиком Бівом Бівеном, відомим до того моменту по роботі в Electric Light Orchestra. Ворд повернувся в гурт навесні 1984 року. По приході Ворда з гурту йде Гіллан, приєднавшись до своєї старої групи. «Я і не збирався входити в склад Black Sabbath, — пізніше говорив він. — просто ми напилися з Ґізером і Тоні, а наступного дня я дізнався про свою згоду. Крім цього вони такі милі хлопці. Я добре повеселився, прекрасно провів рік, так що авантюра вдалася».
Після відходу Гіллана гурт пробував різних вокалістів, таких як Девід Донато, Рон Кіл, Джефф Фенхольт але через певні причини ніхто з них не підходив. Врешті-решт Ворд вирішив покинути групу, пізніше він скаже:  Під час репетицій з Дейвом Донато я зрозумів, чому відчував себе таким нещасним і чому не міг повністю зануритись в роботу з групою. Все тому, що там не було Оза… і в цьому була безжалісна правда. Доводилось з нею миритися, і на самому початку 1984 року в мене вийшло. Мені вистачило чесності визнати цей факт і пояснити це Тоні і Ґізеру. Ось так, дуже і дуже засмученим я покинув «Black Sabbath». Тоді я не запив. Я не повторив помилки, допущеної роком раніше, і залишався тверезим. Тому я пішов з гордо піднятою головою і гідністю. Слідом за Вордом групу покидає і Батлер для роботи у власному проєкті «The Geezer Butler Band».

### 1985—1995
13 липня 1985 року Black Sabbath дали концерт в рамках добродійного заходу Live Aid з Оззі Осборном (були виконані три композиції: «Children Of The Grave», «Iron Man» і «Paranoid»). Після цього з групи пішли Оззі Осборн і Батлер (останній створив Geezer Butler Band, яка так і не випустила жодної платівки), залишивши Айоммі єдиним учасником оригінального складу. Після таких подій сам гітарист приступив до запису сольного альбому, запросивши до студії Гленна Хьюза, Джеффа Ніколса, басиста Дейва «The Beast» Спітца і ударника Еріка Зінгера, співробітників по цеху метал-діви Літи Форд, з якою Айоммі був тоді заручений.
Вийшовши у лютому 1986 року альбом Seventh Star був сольним проєктом Тоні Айоммі, він був автором музики і тексту, але в останній момент записувальна компанія наполягла на тому, щоб альбом вийшов під іменем Black Sabbath, внаслідок чого на обкладинці появився надпис «Black Sabbath featuring Toni Iommi». Альбом, в який були добавлені східні мотиви, став іще менше нагадувати первиний стиль гурту, а потужний вокал Гленна Хьюза не підходив під матеріал Black Sabbath. Сам Гленн казав, що він не був учасником гурту, а перебував в сольному проєкті Айоммі. Альбом посів двадцять сьоме місце у Великій Британії.
З альбомом зв'язана ще одна дивна історія: Джефф Фенхольт стверджував, що впродовж семи місяців був вокалістом Black Sabbath, і що пішов з релігійних міркувань. Учасники гурту кажуть, що офіційно він не ввійшов в склад, а лише записав демо для сольника Айоммі. Проте є підстави припускати що в Seventh Star дійсно увійшов матеріал, співавтором якого був Фенхольт, як такий не згаданий. Платівка (в записі якої офіційно взяли участь Хьюз, Спітц, Ніколс і Зінгер), мала комерційний успіх, але склад продовжував мінятися. Незадовго до початку Seventh Star-туру в 1986 році Ґленн Г'юз вплутався в бійку, і серйозно пошкодив горло що змусило його поступитися місцем біля мікрофону маловідомому американському співакові на ім'я Рей Гілле. Останній залишив гурт під час запису альбому The Eternal Idol (це було пов'язано з тим що гурт несподівано опинився в центрі фінансових проблем) і пізніше з гітаристом Осборна Джейком Є. Лі створив Badlands, де також узяв участь Ерик Зінгер. На зміну йому прийшов уродженець Бірмінгема Тоні «Кот» Мартін (екс — The Alliance), перезаписавши всі плівки з гілленівським вокалом. Після закінчення роботи над альбомом в складі групи залишились Айоммі, Мартін і Ніколлз. Для участі в турі The Eternal Idol були запрошені басист Джо Берт (Jo Burt) і ударник Террі Чаймс (екс-The Clash).
В 1988 році до складу гурту увійшов Козі Павелл (який прославився як з власним гуртом, так і участю в Rainbow, Whitesnake, Emerson, Lake & Powell). З басистом-сесійником Лоуренсом Коттлом група записала Headless Cross: альбом (найбільш окультний за всю історію) був тепло сприйнятий критикою. Дуже швидко після виходу платівки Коттла замінив ветеран Нейл Мюррей, (колись як і Пауєлл, грав в Whitesnake). Альбом Tyr (1990) багато хто вважає найкращим, що було записано з Мартіном.
28 серпня 1990 року Ронні Джеймс Діо запросив на концерт Dio в Міннеаполісі Ґізера Батлера: з ним група виконала (на біс) «Neon Knights». Відбулося возз'єднання (Діо, Батлера, Айоммі, Павелла, Ніколса), але невдовзі Павелл поступився місцем Вінні Єппісу (згадувалось про дві причини такого кроку: падіння барабанщика з коня і його сварка з Діо). Новий склад записав Dehumanizer (1992); версія альбомного трека «Time Machine» ввійшла в фільм «Світ Уейна». Альбом вперше за дев'ять років повернув групу в американський Top 50; британським хітом став сингл TV Crimes.
14 та 15 листопада 1992 року були останні дні турне Dehumanizer. В цей же час Оззі Осборн оголосив про намір назавжди відмовитися від концертної діяльності і попросив Black Sabbath відкрити два його концерти в Коста-Месі. Діо відповів відмовою, рахуючи, що Black Sabbath не можуть бути розігріваючим гуртом, тим паче для Оззі, який неповажно відгукується про гурт в своїх інтерв'ю. Однак Айоммі, Батлер та Еппіс прийняли запрошення, в останній момент запросивши до мікрофона Роба Хелфорда із Judas Priest.
Після того, як до складу гурту приєднався Білл Ворд (на сцені разом вони виступили 15 листопада 1992 року, виконавши 4 пісні), почалася підготовка до сумісної студійної роботи й туру. Але тепер відмовився від участі Оззі. Підходило нове рокірування в складі: Еппіса замінив Боббі Родінеллі, і з Мартіном та Ніколсом Black Sabbath записали Cross  Purposes (1994). Був популярний  не стільки альбом, скільки турне в його підтримку, на розігріві виступали Motörhead і набиравша популярність в ті роки дет-метал команда Morbid Angel. Перед останніми концертами тура Родінеллі було звільнено по причині бажання повернутися до групи Білла Ворда, з яким були відіграні декілька  концертів на крупних фестивалях в Південній Америці. В турне виконувалися речі зі всіх періодів гурту, окрім «Seventh Star» і «Born Again», за винятком останніх концертів з Вордом, у яких був зроблений опір на ранній матеріал, декілька речей з епохи Діо і пісня  «Headless Cross» з однойменного альбому.
Незабаром гурт знову покинув Ворд, а за ним і Гізер Батлер. Батлер приєднався до Оззі Осборна для запису з ним альбому Ozzmosis. Після запису альбому він організував власний гурт GZR і випустив диск Plastic Planet.
На заміну Батлеру та Ворду були запрошені Козі Пауелл і Ніл Мюррей: таким чином возз'єднався склад часів TYR. Альбом Forbidden, записаний продюсером Ерні Сі з Body Count.

### Reunion (1996 — 2006)
У 1997 році Батлер записав свій другий альбом Black Science, а потім разом з Оззі та Айоммі офіційно оголосили про возз'єднання у рамках Black Sabbath для участі у фестивалі Ozzfest 1997 року. Місце Ворда, який не зміг взяти  участь через обов'язки у своєму сольному проєкті, зайняв барабанщик Оззі Майк Бордін. Звільнившись від обов'язків,  Уорд повернувся до колег і у грудні 1997 року Black Sabbath виступили у своєму початковому складі. У рамках Ozzfest  музиканти дали два концерти на своїй батьківщині у Бірмінгемі. Ці концерти були записані і використані в  подальшому для випуску подвійного концертного альбому Reunion 20  жовтня 1998 року. Альбом посів 11 місце у Billboard  200 і став платиновим у США. За трек «Iron Man» у 2000 році, через 30 років після  створення, Black Sabbath отримали свою першу «Греммі» в номінації Best Metal Perfomance. У альбом були також ввійшли дві нові студійні композиції «Psycho Man» та  «Selling My Soul»; обидві увійшли до Top 20 списків Billboard Mainstream Rock Tracks.
Незадовго до європейського турне 1998 року Уорд переніс серцевий напад і його місце зайняв Вінні Еппіс. Після одужання Уорд повернувся до гурту — як раз до віткриття фестивалю Ozzfest у січні 1999 року. Влітку 1999 року гурт вирушив на відпочинок і музиканти вирішили присвятити цей час своїм сольним проєктам. Айоммі випустив свій перший сольний альбом Iommi, у записах якого взяли участь Осборн і Ворд. Оззі продовжив роботу над своїм альбомом  Down To Earth. Гурт знову зібрався в студії весною 2001 року для запису нового альбому, продюсером якого виступпив Рік Рубін.  Робота була призупинена після того, як Осборн терміново поїхав для закінчення запису свого сольного альбому, влітку  2001 року.
У 2004 році Black Sabbath повернулися до активної діяльності: Ніколса замінив в складі клавішник Адам Уейкман, син  Ріка Уейкмана, раніше вже співпрацювавший — як з Black Sabbath, так і з Осборном. У 2004 та 2005 роках гурт виступив  хедлайнером на Ozzfest'і. У листопаді 2005 року Black Sabbath були урочисто введені до Британського Music Hall Of Fame  й виступили на церемонії нагородження. 13 березня 2006 року аналогічний захід був проведений в американському Залі Слави Рок-н-ролу,  з тією різницею, що гурт не виступив сам: замість цього Metalica виконали «Hole In The Sky» й «Iron Man».

### 2006 — 2010
У квітні 2007 року гурт випускає альбом Black Sabbath: The Dio Years який містив треки, записані спільно з Діо. Незабаром після цього Діо, Айоммі, Батлер та Еппіс приступили до концертної діяльності під новою назвою Heaven And Hell. Білл Ворд відмовився від співпраці з Heaven And Hell, але пообіцяв, що приєднається до оригінального складу Black Sabbath, якщо він ще збереться. На гастролях виконувались композиції, записані гуртом з часів Діо з альбомів Heaven And Hell, Mob Rules та Dehumanizer, а також з нового альбому The Devil You Know, який випустили Heaven And Hell у 2009 році.
Оззі Осборн болізно відреагував на возз'єднання гурту без нього. Спочатку він майже не коментував діяльність Heaven And Hell, сказав, що «цей проєкт не має відношення до Black Sabbath, є тільки один Black Sabbath».
У травні 2009 року Айоммі оформив право на використання назви «Black Sabbath» у Відомостях по патентам і торговим маркам США. Оззі Осборн заявив, що не згоден з такою постановкою питання і запропонував переоформити документи таким чином, що 50% належать йому. Айоммі відмовився і після цього Осборн почав судовий процес проти Айоммі.
Наприкінці 2009 року у Діо був діаогностований рак шлунку. Співак до останнього сподівався перемогти недуг і повернутися доконцертної діяльності. Заплановане на літо 2010 року турне по Великій Британії було відмінено буквально за декілька днів до смерті фронтмена. 16 травня 2010 року о 11:45 за тихоокеанським часом Діо помер.
20 липня 2010 року Айоммі та Осборн заявили про позасудове рішення суперечки, пов'язаної з реєстрацією торгової марки Black Sabbath. У випущеній заяві йдеться: «Обидва учасника суперечки раді залишити розбіжності у минулому і надіються на співпрацю у майбутньому. Ми хочемо підкреслити, що розбіжності не несли особистого характеру і були продиктовані вийнятково діловими міркуваннями».
В інтерв'ю, цьому перед цим виданню Sunday Mercury Айоммі не спростував можливість сумісної праці з Оззі. Він відзначив,що хоча їх відносини і непрості, але вони ніколи не переривали зв'язки між собою. Своєю чергою Оззі на питання  The Pulse of Radio про шанси на відродження початкового складу Black Sabbath відповів «Ну я ніколи не говорив ніколи».
24 липня 2010 року пройшов High Voltage Festival 2010, де музиканти вшанували пам'ять Діо, виступивши в складі:
- Тоні Айоммі — гітара
- Гізер Батлер — бас-гітара
- Вінні Еппіс — ударні
- Глен Хьюз — вокал
- Йорн Ланде — вокал

Після смерті Діо у музикальному серидовищі активно дискутувалася тема про подальшу долю гурту. Музиканти неодноразово згадували, що цілком можливо возз'єднання у класичному складі. Деякий час здавалось, що жирний хрест на цьому поставив Батлер, неочікувано і без пояснення причин заявивши 12 лютого 2011 року: «Хочу розвіяти всі чутки. Возз'єднання оригінальної четвірки учасників Black Sabbath не буде, а ні для запису альбому, а ні для туру».
15 серпня 2011 року інтернет-видання Music Radar і Metal Talk опублікували повідомлення про те, що гурт возз'єднався в оригінальному складі (Айоммі, Осборн, Батлер, Уорд) і веде репетиції в ході підготовки до нового концертного туру. В інтерв'ю газеті Birmingham Mail Айоммі заявив, що в червні 2011 року він і Осборн записали матеріал до нового альбому, випуск якого намічений на 2012 рік. «Ми з нетерпінням чекаємо цього, і матеріал, який написаний, дійсно крутий. Це повернення до витоків», — заявив Тоні, якщо вірити кореспонденту. Він також відзначив, що все робилося в найсуворішій таємниці, що дуже сердило Осборна. Айоммі сказав, що його єдина тубота на поточний момент — здоров'я Ворда, який нещодавно переніс серцевий напад. «Я не впевнений на сто відсотків. Він переніс операцію декілька місяців тому, отже ми будемо дивитися, як він».
16 серпня на офіційному сайті Айоммі було спростування надруковано в Birmingham Mail статті. Нотатку у газеті музикант схарактеризував як «абсолютний нонсенс». По словам гітариста, він просто вголос міркував про подібної можливості. За словами Айоммі, журналіст використовував «розмову, яка відбулася ще в червні, й зудавав, ніби ми з ним учора розмовляли про возз'єднання Black Sabbath». " В той час я був на виставці Home of Metal й просто молов всілякі дурниці, міркував вголос про те, про що нас усіх постійно розпитують: «Ви возз'єднуєтесь?»," — заявив Айоммі, вибачившись перед іншими музикантами гурту.

### Возз'єднання. Частина третя.
11 листопада 2011 (11/11/11) об 11:11 в легендарному клубі Whisky a Go Go Осборн, Айоммі, Батлер та Ворд оголосили про возз'єднанні гурту. В планах музикантів значилося відвідування тих країн, в яких вони ніколи не виступали в класичному  складі. Окрім того, музиканти були оголошеними хедлайнерами провідних рок-фестивалів, таких як Download Festival (Велика Британія),  Azkena Rock Festival (Іспанія), Hellfest (Франція), Graspop Metal Meeting (Бельгія) і Gods of Metal (Італія).
Через 2 місяці після цього у Тоні Айоммі була знайдена пухлина лімфатичної тканини (лімфома) на ранній стадії розвитку,  у зв'язку з цим у лютому 2012 року гурт замінив оголошені концерти майбутнього туру. Замість Black Sabbath виступав гурт під  назвою Ozzy & Friends, складений з Осборна, Батлера, гітариста Black Label Society Зака Уайлда і колишнього гітариста  Guns N'Roses й Velvet Revolver Слеша. Слідом за цим, однак музиканти вирішили виступити на трьох фестивалях: 19 травня  A Warmup Gig в Бірмінгемі, 10 червня на Download Festival і 3 серпня на Lollapalooza. Практично одразу після оголошення  про хворобу Айоммі виявилось, що між Вордом й іншими членами гурту виникли деякі розбіжності. Незадовго до першого виступу  стало відомо, що їх не було подолано, і 15 травня Білл Ворд оголосив, що не буде брати участь у майбутніх шоу.  На виступі 19 травня в Бірмінгемі замість Уорда на барабанах грав Томмі Клафетос.
Критики дуже добре відгукнулися про минулий виступ. Metal Hammer писав «Їм вдалося зробити звук важчим, ніж ми вважали можливим».  Особливо багато захоплених овацій дісталося Айоммі. Осборн під час виконання Iron Man вперше за весь час змінив вступ у пісні і замість традиційного тексту «I am Iron Man», показавши на Айоммі прокричав, «HE IS IRON MAN!» (укр. Він —  залізна людина), що викликало справжній «бум» у залі. Kerrang! написав:Сет-лист не має значення. Внутрішні розбіжності  не мають значення. Важлива те, що сьогодні ввечері, у суботу, тут, на цій сцені — Тоні Айоммі. І протягом двох годин  найбільш значущий хеві-метал гурт доказав, що і через 42 роки після того, як світ почув відомий тритон вперше, вони  все одно залишились найкращими. Download, вас чекає щось магічне».
Між тим розбіжності між Уордом та іншими музикантами продовжували наростати, і на вимогу Уорда, передана гурту через  адвоката, з офіційного сайту були прибрані усі його фотографії, «щоб не вводити в оману».
7 червня на урочистій церемонії у Лондоні музикантам була вручена нагорода «за натхнення» (Inspiration Award), присуджувана  журналом Kerrang!. Як відмітили BBC News, під час вручення нагороди учасники Black Sabbath удостоїлися стоячих овацій публіки.
Наступній виступ на Download Festival пройшло з не меншим успіхом «Саббат показав монстрам металу, як це робити!» —  Guardian. «Саббат посіяли насіння того, чим усі ми дорожимо.  І вони як і раніше краще, ніж усі, які були за них» — Kerrang!.  «Black Sabbath повернулись у славі! Приголомшливо потужно й сильно» — The Times.
У червні 2013 року вийшов новий студійний альбом гурту, отримавший назву 13. З класичного складу гурту у записі диску  взяли участь Осборн, Айоммі й Батлер. Як сессійний музикант для запису ударних був запрошений Бред Уілк (Rage Against The Machine).  Диск став першим альбомом гурту, який очолив американські чарти і першим диском Black Sabbath на вершині британського хіт-параду  з 1970 року. Після виходу альбому гурт провів масштабне турне на його підтримку. У листопаді 2013 року вийшов відеозапис концертного виступу гурту під назвою «Live...Gatherd in Their Masses». У червні 2014 року гурт взяв участь у  фестивалі Nova Rock Festival.
Альбом 13 здобув премію Classic Rock Awards — Roll of Honour у номінації «Альбом року» (Album Of The Year).
Окрім того, гурт отримав премії в номінаціях «Подія року» (Event Of The Year) і «Жива легенда» (Living Legends).
Альбом і пісня з нього «God Is Dead» були номіновані на отримання премії «Греммі» в номінаціях:
- Найкраще метал-виконання (Best Metal Perfomance)
- Найкраща рок-пісня (Best Rock Song)
- Найкращий рок-альбом (Best Rock Album)

По підсумках присудження, пісня «God Is Dead» стала переможцем у категорії «Найкраще метал-виконання» (Best Metal Perfomance).
У вересні 2014 року Осборн виступив з заявою, у якій заявив про запис нового альбому. По словам Оззі, робота над новим  альбомом почнеться в 2015 році з продюсером Ріком Рубіном. Також він відзначив, що новий альбом буде завершальний у  кар'єрі гурту і після його виходу Black Sabbath вирушить у прощальне турне.

### 2015 — 2017
3 вересня 2015 року гурт оголосив про старт прощального туру під назвою THE END. В опублікованому гуртом прес-релізі  йдеться: «Це початок кінця. Ця історія почалася майже п'ять десятиліть тому з ударів грому, з далекого клолкольного  дзвону, і моторошного гітарного рифу, який потряс землю. Це був найважкіший звук у рок-музиці, який коли-небудь чули.  В цей момент народився хеві-метал, створений підлітками з молодої бірмінгемської групи. Тепер вона закінчується.  Прощальний тур метал-гурту усіх часів, BLACK SABBATH. Оззі Осборн, Тоні Айоммі та Гізер Батлер закривають останню  главу у неперевершеній історії Black Sabbath».
Старт туру почався 20 січня 2016 року в США. Оззі відмітив, що гурт вирішив не записувати ще один альбом після того,  як альбом 13 досяг першого місця в чартах і здобув премію «Греммі».
Гурт виступв як хедлайнер фестивалю Download Festival 2016, який проходив 11 червня 2016 року. До старту прощального  туру гурт випустив збірник The End, містивший чотири студійних записи раніше не виданих пісень, які були записанні під  час роботи над альбомом 13, три концертні записи пісень з цього ж альбому і одна з альбому 1972 року Vol.4 («Under The Sun»),  записані під час виступів в 2013—2014 роках. Диск вийшов обмеженим тиражем і продавався тільки на концертах гурту.
У листопаді 2016 року Айоммі сказав, що після фінального туру він, можливо, зі своїми колегами буде процювати в студії
2 та 4 лютого 2017 року у Бірмінгемі відбулися останні концерти коллективу у рамках прощального туру. Після цього Айоммі  сказав, що один виступ по суті ще можливий, але не знає, коли він відбудеться.
7 березня 2017 року Black Sabbath у соцмережах офіційно оголосили про те, що розпалися.
У квітні 2017 року Гізер Батлер у своєму інтерв'ю сказав, що наступний альбом міг бути блюзовим, прокоментував «Наступник 13 міг стати блюзовим альбомом, але на носі був тур».

### Після «The End»
У червні 2018 року в інтерв'ю ITV News Осборн заявив, що хотів би возз'єднатися з Black Sabbath у 2022 році для виступу  на Іграх Співдружності. Айоммі додав: «На мою думку було б чудово це зробити, щоб допомогти представити Бірмінгем.  Я за це. Побачимо, що буде».
У грудні 2018 року стало відомо, що музикальна академія США, яка вручає премії «Греммі» нагородить Black Sabbath найпрестижнішою  нагородою — премією за життєві досягнення (Lifetime Achievement Award). Відмітивши внесок гурту в історію музики представник академії сказала: «Від своїх міцних рифів до моторошних готичних образів Black Sabbath винайшли вказівники для хеві-металу  й повпливали на кожнен наступній важкий рок-гурт».
26 червня 2019 року пройшла церемонія офіційного присвоєння імені гурту мосту в центрі Бірмінгема, батьківщини гурту і  місця проведення їхнього останнього концерту. На церемонії були присутні Айоммі й Батлер. На середині мосту установлена  лава з нержавіючої сталі, на якій написано «Geezer. Ozzy. Tony. Bill. Made in Birmingham 1968». Видання Metal Injection написало:  «Отже, зрештою, Білл Уорд нарешті повернувся до гурту».

### Повноформатні альбоми
- Black Sabbath (1970)
- Paranoid (1970)
- Master of Reality (1971)
- Black Sabbath Vol. 4 (1972)
- Sabbath, Bloody Sabbath (1973)
- Sabotage (1975)
- Technical Ecstasy (1976)
- Never Say Die! (1978)
- Heaven And Hell (1980)
- Mob Rules (1981)
- Born Again (1983)
- Seventh Star (1986)
- The Eternal Idol (1987)
- Headless Cross (1989)
- Tyr (1990)
- Dehumanizer (1992)
- Cross Purposes (1994)
- Forbidden (1995)
- 13 (2013)

як Heaven & Hell
- The Devil You Know (2009)

### Збірки
- Attention ! Black Sabbath (1973)
- We Sold Our Soul for Rock N' Roll (1975)
- Children of the Grave (1976)
- Greatest Hits (1977)
- Between Heaven and Hell (1985)
- Blackest Sabbath/Black Sabbath 1970-1987 (1989)
- Backtrackin' (1991)
- The Black Sabbath Story (1991)
- Iron Man (1994)
- The Sabbath Stones (1996)
- The Sabbath Collection (1996)
- Under Wheels of Confusion 1970-1987 (1996)
- The Collection (2000)
- The Best of Black Sabbath (Platinum Disc) (2001)
- Rock Champions (2001)
- The Best of Black Sabbath (2002)
- Symptom of the Universe (2002)
- Black Sabbath: The Ronnie James Dio Years (2004)
- Greatest Hits 1970–1978 (2006)
- The Dio Years (2007)

### Концертні альбоми
- Live at Last (1980)
- Live Evil (1982)
- Cross Purposes Live (1995)
- Reunion (1998)
- Past Lives (2002)
- Live at Hammersmith Odeon (2007) (записаний 31 грудня 1981 року)
- Live... Gathered in Their Masses (2013)